# Seleção Irlandesa de Futebol
A Seleção Irlandesa de Futebol representa a República da Irlanda nas competições de futebol da FIFA.
Até o final dos anos 80, esteve à sombra dos vizinhos (e rivais) da Irlanda do Norte, cuja Seleção já havia disputado três Copas do Mundo (1958, 1982 e 1986). Ambas as Seleções têm uniforme similar: camisas e meias verdes e calças brancas, cores nacionais da Ilha da Irlanda, e também utilizadas pela Seleção Irlandesa que existiu entre 1882 e 1950, ano em que deixou de utilizar jogadores de toda a ilha, prática que continuou a ser usada mesmo com a existência da Seleção do Estado Livre Irlandês já em 1924, quando disputou os Jogos Olímpicos de Verão daquele ano. Ambas as seleções denominaram-se de "Irlanda" entre 1936 e 1953, quando a FIFA decidiu que a Irlanda independente seria chamada pelo seu nome oficial, "República da Irlanda", enquanto a outra seria chamada de "Irlanda do Norte".
A partir dos anos 90, ao incluir em grande escala jogadores nascidos no Reino Unido (principalmente na Inglaterra) que posssuíssem ascendência irlandesa, a situação se inverteu: a seleção da Irlanda 
conseguiu disputar seu primeiro mundial (em 1990), classificando-se também em 1994 e 2002. Antes disso, havia conseguido também qualificar-se para a Eurocopa 1988.
O jogador de futebol mais conhecido da ilha é Roy Keane. Sem nenhum parentesco com Roy, o xará Robbie Keane tem sido o maior destaque da seleção neste início de século. Outros celebrados jogadores e ex-jogadores são Johnny Giles, John Aldridge, Paul McGrath, Packie Bonner, Tony Cascarino, Denis Irwin, Steve Staunton, Jason McAteer, Shay Given, Damien Duff, John O'Shea, dentre outros.
Seu melhor desempenho em Copas do Mundo aconteceu na de 1990, quando classificou-se na primeira fase e acabou sendo eliminada nas quartas-de-final pela Itália. Naquela ocasião, terminara o Mundial em 8° lugar. (Curiosamente, foi a única seleção a chegar as quartas de finais de uma edição de Copa do Mundo, sem ter vencido nenhuma partida). Também não fez feio nos mundiais seguintes, conseguindo sempre passar de fase, sendo eliminada em ambos nas oitavas. Mas a Seleção Irlandesa também poderia ir para a Copa do Mundo de 2010, mas um passe de mão de Thierry Henry na partida contra a França acabou com o sonho irlandês de ir a mais um mundial.
DESEMPENHO EM COPAS DO MUNDO
1930 - Não se classificou
1934 - Desistiu nas eliminatórias
1938 - Não se classificou
1950 - Não disputou
1954 a 1990 - Não se classificou
1994 - Eliminada na 1ª Fase
1998 a 2006 - Não se classificou
2010 - Eliminada na 1ª Fase
2014 - Eliminada nas Oitavas de Final
2018 - Não se classificou
2022 - Não se classificou
2026 -

## Uniformes

### 1º uniforme
| Clássico  | 1978–83   | 1983–84   | 1984–85   | 1986-87   | 1988-89   | 1990-92 | 1992-1994 | 1994-1995 | 1995-1998 | 1998-2001 |
| 2002-2003 | 2004-2005 | 2006-2008 | 2008-2010 | 2010-2011 | 2011-2013 | 2014-15 | 2016-2017 | 2017-2018 | 2018-2019 | 2019-2020 |

### 2° uniforme
| 1990-1992 | 1994-1995 | 2002-2003 | 2005-2007 | 2007-2009 | 2009-2010 |           |           |
| 2010-2011 | 2012-2012 | 2013      | 2014-2016 | 2016-2017 | 2017-2018 | 2018-2019 | 2019-2020 |

### Patrocínio
| Fornecedor  | Período        |
| ----------- | -------------- |
| O'Neills    | 1970s–1986     |
| Adidas      | 1986–1994      |
| Umbro       | 1994–2017      |
| New Balance | 2017–2020      |
| Umbro       | 2020–2022      |
| Castore     | 2023– Presente |